# Popov Most
Popov Most je naseljeno mjesto u općini Foči, Republika Srpska, BiH. Smješteni su kod ušća Cerskog potoka u rječicu Bukovik koja se sto metara dalje ulijeva u Sutjesku. Južno od Popova Mosta je Nacionalni park Sutjeska. Sjeverno je cesta M-20.
Nakon popisa 1961., uvećano je pripajanjem naselja Perovića koje je ukinuto (Sl.list NRBiH, br.47/62).

## Stanovništvo
| Narod     | Popis 1961. | Popis 1971. | Popis 1981. | Popis 1991. |
| --------- | ----------- | ----------- | ----------- | ----------- |
| Hrvati    |             | 2           |             |             |
| Muslimani | 88          | 225         | 217         | 223         |
| Srbi      | 51          | 66          | 46          | 66          |
| ostali    | 55          | 34          | 28          | 14          |
| Ukupno    | 194         | 327         | 291         | 303         |